# 大崎フォレストビルディング
大崎フォレストビルディング（おおさきフォレストビルディング）は、東京都品川区に所在する超高層ビルである。東洋製罐グループホールディングスおよびそのグループ企業が本社機能を置く。

## 歴史
大崎駅から徒歩6分、五反田駅からは徒歩8分（南西約500メートルほど）のこの地には1920年に操業開始した東洋製罐東京工場があったが、生産機能を横浜工場に統合して2000年に閉鎖した。2004年から2009年にかけては駐車場やキャッツ・シアターとして暫定利用されてきた。2009年11月から約2年の工期で東洋製罐の新本社ビルが建設され、2011年12月に竣工した。

## 建築
東面と西面の、規則的に並んだ縦の日射遮蔽ルーバーのあるカーテンウォールが外観の特徴をなすが、このルーバーは外壁清掃用ゴンドラの昇降機能を併せ持つ。中心部には吹き抜け（エコボイド）が設けられ、自然光の採り入れや気圧差を利用した自然換気の機能を持つ。CASBEE認証はSランクを取得し、第29回空気調和・衛生工学会振興賞技術振興賞、2013年日本コンクリート工学会賞作品賞などを受賞している。

## 入居企業
地上フロアのうち、1・2階と14階より上は東洋製罐のグループ企業が入る。1階は総合受付および容器文化ミュージアム。15階にグループ受付や商談向けのイノベーションギャラリー。18階に東洋ガラス、19階から21階にかけては東洋製罐がオフィスを置く。14階には社員食堂がある。3階から13階にかけてはテナントフロアで、日本総研が入居する。

## 容器文化ミュージアム

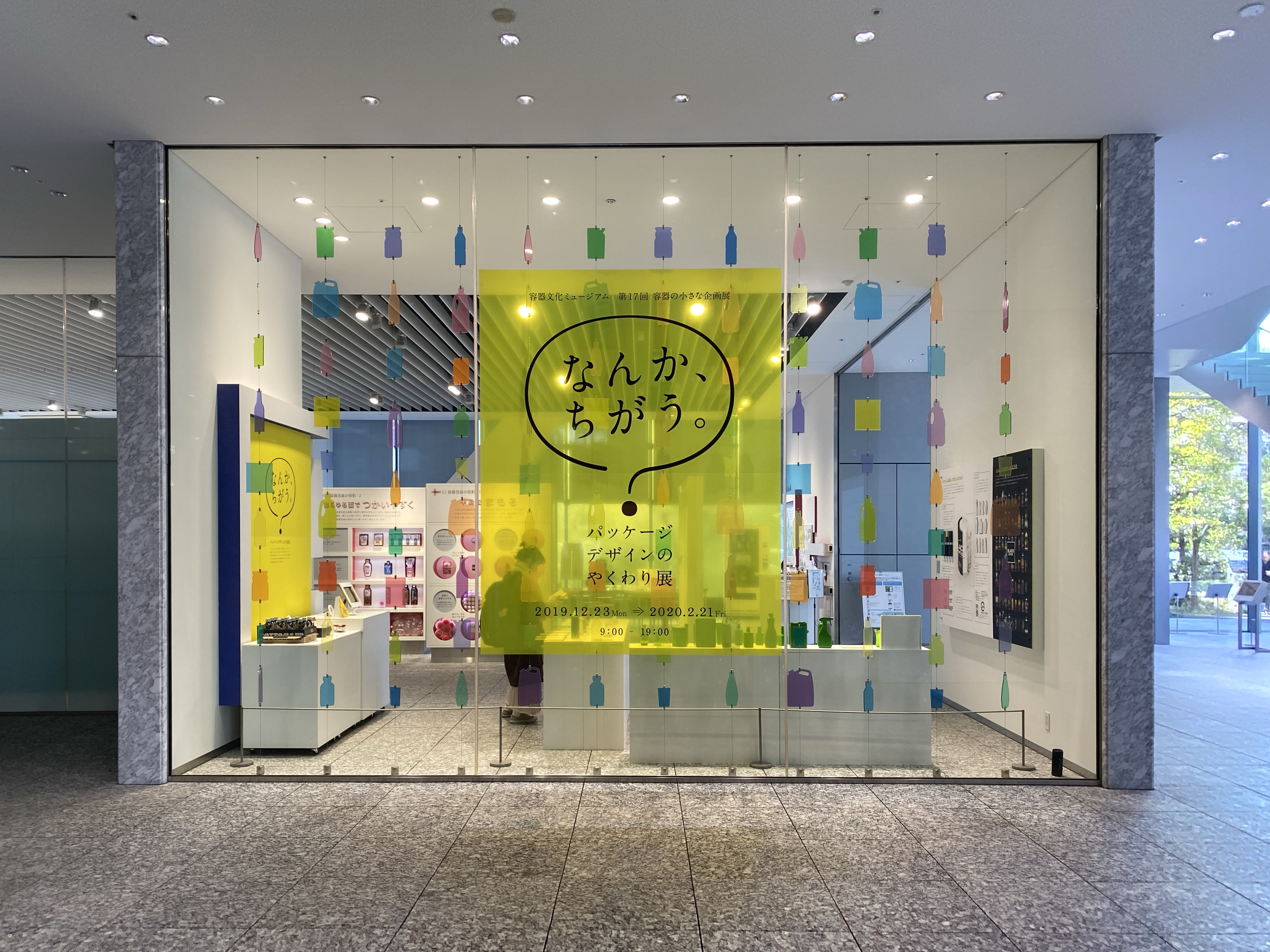
容器文化ミュージアム、2019年～2020年の企画展

2012年4月11日には、東洋製罐本社機能に併設される形で企業ミュージアム「容器文化ミュージアム」が開館した。食品や日用品などに用いられる容器の歴史と進歩、暮らしとのかかわりを、年表や実物の展示、クイズやゲームを交えて学ぶことができる。原則として土日・祝日休館、入館無料。

## 植栽
「大崎フォレストビルディング」の名称は、敷地内に多くの樹木を植栽し“都市の森”を目指したことから名づけられた。ハビタット評価認証制度に基づく緑地割合は33.7%。敷地の北・西・南側は公開空地とし、常緑樹や広葉樹が植えられている。潜在自然植生を考慮した目標植生として、北・南側はイノデ－タブノキ群集、西側はオニシバリ－コナラ群集を中心に選定されているが、東洋製罐創業者である高碕達之助ゆかりの荘川桜や白皮松も植えられている。